# Gary Cresswell
Gary Cresswell (* 25. Mai 1956 in Middlesbrough) ist ein ehemaliger britischer Radrennfahrer und nationaler Meister im Radsport.

## Sportliche Laufbahn
Cresswell war im Bahnradsport aktiv. In der Mannschaftsverfolgung gewann er 1978 das britische Meisterschaftsrennen mit Jeff Lyons, Geoff Davison und Hugh Cameron. 1981 holte er den nationalen Titel gemeinsam mit Darryl Webster, Greg Newton und Hugh Cameron. Dieser Vierer gewann auch 1982 die Meisterschaft.
1975, 1976, 1977 und 1979 wurde er Vize-Meister im Zweier-Mannschaftsfahren mit Hugh Cameron als Partner. 1978 holte er den Titel mit Cameron. 1979 wurde er Meister im Scratch vor Mick Davies. Auf der Straße gewann er mehrere britische Eintagesrennen und Tagesabschnitte von Etappenrennen.